# Anopheles sintonoides
Anopheles sintonoides este o specie de țânțari din genul Anopheles, descrisă de Ho în anul 1938. Conform Catalogue of Life specia Anopheles sintonoides nu are subspecii cunoscute.